# John Curwen
 (avril 2018).
Si vous disposez d'ouvrages ou d'articles de référence ou si vous connaissez des sites web de qualité traitant du thème abordé ici, merci de compléter l'article en donnant les références utiles à sa vérifiabilité et en les liant à la section « Notes et références ».
Le révérend John Curwen (né en 1816 et mort en 1880) était un pasteur anglais de l'église congrégationaliste.
Il fonda la méthode d'éducation musicale Tonic sol-fa system avec l'aide de Sarah Ann Glover.